# Schaar van Spijkerplaat
De Schaar van Spijkerplaat is een betonde vaargeul in de Westerschelde in de Nederlandse provincie Zeeland, ten zuiden van Walcheren en ten noorden van Zeeuws-Vlaanderen. De geul is ongeveer 6,1 zeemijl (11 km) lang en loopt ten zuiden en is een beetje korter (7,3 − 6,1 zeemijl) dan het hoofdvaarwater en wordt niet gebruikt door zeeschepen. De geul is aan de oostkant een afsplitsing van het hoofdvaarwater Westerschelde bij raai 74,57, aan de westkant sluit het vaarwater bij raai 89,11 weer aan op de betonde vaargeulen Westerschelde, Wielingen, Vaarwater langs Hoofdplaat en Sardijngeul.
Het water is zeewater en heeft een getij. De waterdiepte gaat van −25,1 tot −5,9 meter t.o.v. NAP. Ten zuiden van de Schaar van Spijkerplaat liggen droogvallende slik- en zandplaten: de Hooge Platen. Aan de noordkant van de vaargeul ligt de droogvallende Spijkerplaat, waarnaar de geul genoemd is.
Dit vaarwater is te gebruiken voor schepen tot en met CEMT-klasse VIb.
De Schaar van Spijkerplaat valt binnen het Natura 2000-gebied Westerschelde & Saeftinghe.